# ネクストスター名古屋
ネクストスター名古屋（ネクストスターなごや）は愛知県競馬組合が名古屋競馬場ダート1500mで施行する地方競馬の重賞競走である。

## 概要
全日本的なダートの体系整備の一環として、2024年度より2歳から3歳春のダート短距離路線の頂点に兵庫チャンピオンシップが位置づけられ、そこへ向けて2023年度に2歳秋から3歳春にかけて各地区・各主催者において、ネクストスターと称する高額賞金の重賞級認定競走が設定された。本競走はそのうち愛知（名古屋）地区をになう2歳馬による競走として創設されたものである。創設時より未来優駿シリーズの組み込まれた。
なお、重賞ではあるが、第1回から東海地区の格付け（SP）は付されていない。
第1回からHITスタリオンシリーズに指定されている。

### 条件・賞金等（2024年）
出走条件
サラブレッド系2歳、愛知所属（地方デビュー。重賞級認定競走優勝馬は出走不可）
負担重量
定量（55kg、牝馬1k減）
賞金額
1着1000万円、2着350万円、3着200万円、4着150万円、5着100万円、着外10万円。
副賞
（一社）JBC協会賞［アジアエクスプレス号の種付権利］、（一社）日本地方競馬馬主振興協会会長賞、（一社）愛知県馬主協会会長賞、愛知県競馬組合管理者賞、開催執務委員長賞

### HITスタリオンシリーズ
前述の通り第1回よりHITスタリオンシリーズに指定されている。各年の対象種牡馬は以下の通り。
- 2023年 - ステルヴィオ
- 2024年 - アジアエクスプレス

## 歴代優勝馬
| 回数  | 施行日         | 距離  | 優勝馬             | 性齢 | 所属   | 勝時計 | 優勝騎手 | 管理調教師 | 馬主     |
| ----- | -------------- | ----- | ------------------ | ---- | ------ | ------ | -------- | ---------- | -------- |
| 第1回 | 2023年10月31日 | 1500m | ミトノユニヴァース | 牡2  | 名古屋 | 1:35.8 | 細川智史 | 角田輝也   | 竹内三年 |
| 第2回 | 2024年10月29日 | 1500m | エレインアスティ   | 牝2  | 名古屋 | 1:34.2 | 大畑雅章 | 今津博之   | 横山幸弘 |

### 競走結果の出典
- ネクストスター名古屋　歴代優勝馬 - 地方競馬全国協会
- JBISサーチ
  - 2023年、2024年